# Brett Tucker
Brett Tucker är en australiensisk skådespelare som föddes den 21 maj 1972 i Melbourne. På sin fritid håller han på med fotboll, surfar eller spelar piano. Han spelade veterinären Dave Brewer i serien McLeods döttrar.
Han spelade också Max Regnery i TV-serien Stallkompisar.

## Roller
- McLeods döttrar (2003–2006)
- Grannar (1995–2008)
- Stallkompisar (2001–2003)